# Емил Габорио
Емил Габорио (на френски: Emile Gaboriau) е френски журналист и писател, автор на произведения в жанра криминален роман, един от неговите пионери.

## Биография
Емил Габорио е роден на 9 ноември 1832 г. в Сожон, Шарант Маритим, Франция, семейството на Шарл-Габриел Габорио, дребен държавен служител, и Маргарет-Стефани Габорио. Семейството се премества през 1833 г. в Сен Пиер Долерон, а четири години по-късно в Ла Рошел, където се ражда сестра му Амели. Учи в средното училище в Тараскон сюр Рон, където среща Алфонс Милио, който по-късно публикува романите му в своето списание „Le Soleil“. След завършване на гимназията в Сомюр постъпва през 1851 г. в армията на военна служба в Пети полк като втора класа пехотинец до края на 1853 г. През този период той е изпратен заедно с полка си в Африка.
След службата, по желание на баща си, става помощник на нотариус. Въпреки това той се интересува от писането и дори публикува стихосбирка, която остава незабелязана. През 1956 г. се премества в Париж и работи като колумнист за седмичното списание „Ла Верите“, отразявайки италианската кампания на Наполеон III. През 1860 г. става секретар на Пол Февал, писател и редактор на списание със серийни криминални истории, който го запознава с журналистиката. За своите материали Габорио събира истории от морги и затвори.
През 1861 г. е публикуван първият му роман „Le treizième Hussards“. Той и следващите му произведения нямат успех, до излизането на криминалния роман „Делото Льоруж“. Той го прави известен и му дава начало на успешната му писателска кариера. В него той въвежда фигурата на отец Табаре, който е любител детектив, и на младия полицейски детектив Мосю Лекок, герой на по-късните му романи. За прототип на героя си той ползва крадеца, станал полицай, Йожен Франсоа Видок (1775-1857), чиито мемоари са смес от факти и фикция. Героят му е характерен с това, че работи логически по методите на отец Табаре, чиито методи той приема в първия роман.
Постепенно писателят развива своя герой като го вписва в социалната среда. В Япония произведенията му се радват на огромна популярност, преведени от Руико Куриова. По-късно той е засенчен от героя на сър Артър Конан Дойл – Шерлок Холмс.
По много от романите му са направени филми и сериали.
През 1873 г. се жени за Амелия Рожле, с която живее в продължение на 11 години, но бракът им приключва бързо. Емил Габорио умира от белодробна апоплексия на 28 септември 1873 г. в Париж.

## Произведения

### Самостоятелни романи
- Le treizième Hussards (1861)
- Les Gens de Bureau (1862)
- Les comédiennes adorées (1863)
- L'Affaire Lerouge (1866)
Делото Льоруж, изд. „Я. С. Ковачев“ (1895), прев. Любомир Серафимов
- Le Crime d'Orcival (1867)
Убийство в Орсивал, изд. „Борина“ (1992), прев. Здравка Найденова, Александър Найденов
- Le Dossier n° 113 (1867)
- La Clique dorée (1871)
- La Dégringolade (1872)
- La Corde au cou (1873)
- L'Argent des autres (1874)
- Le Petit Vieux des Batignolles (1876)
- Le Capitaine Coutanceau (1878)
- Une Disparition (1876)
- Maudite maison (1876)
- Casta vixit (1876)

### Серия „Сватбени приключения“ (Mariages d'aventure)
1. Monsieur J.-D. de Saint-Roch, ambassadeur matrimonial (1862)
2. Promesses de mariage (1862)

### Серия „Робите на Париж“ (Les Esclaves de Paris)
1. Le Chantage (1868)
2. Le Secret de la Maison de Champdoce (1868)

### Серия „Мосю Лекок“ (Monsieur Lecoq)
1. L'Enquête (1869)
2. L'Honneur du nom (1869)

### Серия „Скъп живот“ (La Vie infernale)
1. Pascal et Marguerite (1870)
2. Lia d'Argeles (1870)

### Екранизации
- 1914 Monsieur Lecoq
- 1914 L'affaire d'Orcival
- 1915 File No. 113
- 1915 La maison du passeur
- 1915 Monsieur Lecoq
- 1915 The Family Stain – по „Делото Льоруж“
- 1916 The Evil Women Do – по „La Clique dorée“
- 1917 Le capitaine noir – по „Le capitaine noir“
- 1917 Thou Shalt Not Steal – по „File No. 113“
- 1933 File 113 – по разказ
- 1954 Your Favorite Story – ТВ сериал, 1 епизод
- 1967 Monsieur Lecoq
- 1975 Les grands détectives – ТВ сериал, 1 епизод с Мосю Лекок
- 1975 Der Strick um den Hals – ТВ минисериал от 3 епизода по романите
- 2009 Au siècle de Maupassant: Contes et nouvelles du XIXème siècle – ТВ сериал, 1 епизод